# Ezé Wendtoin

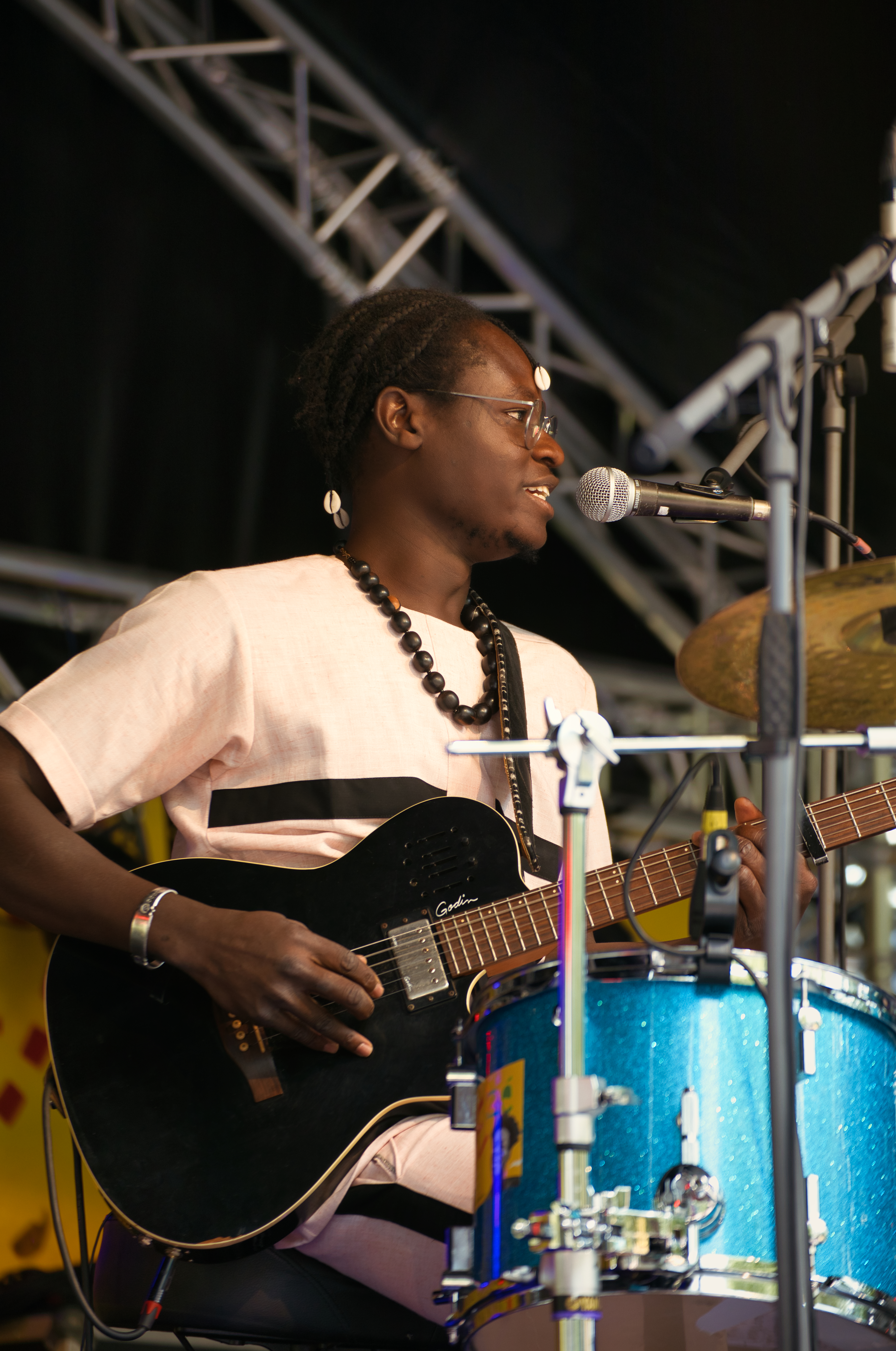
Ezé Wendtoin auf dem Rudolstadt-Festival 2022

Ezé Wendtoin (* 1991 in Ouagadougou) ist ein in Dresden lebender Musiker und Liedermacher aus Burkina Faso.

## Leben
Wendtoin stammt aus einer Trommler-, Pfarrer- und Schmiedefamilie. Seine Muttersprache ist Mòoré. Er lernte in Ouagadougou Deutsch, später schloss er die Universität mit einem Bachelor in Germanistik an der Universität von Ouagadougou und einem Master an der TU Dresden ab. Als Musiker tourte er während des Studiums durch Frankreich. Wendtoin spielt Schlagzeug, Gitarre und burkinische Instrumente. Er engagiert sich zum Thema Rassismus und coverte Konstantin Weckers Song „Sage Nein!“, der im April 2019 in den sozialen Netzwerken große Aufmerksamkeit erfuhr. Für das Musikvideo konnte er Prominente wie die Schauspieler Frederick Lau und Kida Khodr Ramadan gewinnen.
Im August 2019 erschien im Trikont Musikverlag sein Album Inzwischen Dazwischen. Am 1. Juli 2022 erschien sein Album heute HIER morgen DEUTSCH ebenfalls bei Trikont. Er ist Mitglied der Banda Internationale.